# Low-Density Supersonic Decelerator
Il Low-Density Supersonic Decelerator o LDSD (in italiano: deceleratore supersonico a bassa densità), è un veicolo di rientro atmosferico progettato dalla NASA, più precisamente dal Jet Propulsion Laboratory (Mark Adler è il responsabile del progetto), destinato a mettere a punto le tecniche di atterraggio di vani pesanti sul suolo di Marte, creato al fine del rientro di campioni geologici dal pianeta o, a più lungo termine, della visita dell'uomo.
L'LDSD utilizza una struttura gonfiabile, denominata Supersonic Inflatable Aerodynamic Decelerator o SIAD (in italiano: deceleratore supersonico aerodinamico gonfiabile), che è essenzialmente un palloncino a forma di ciambella, costruito per creare la resistenza fluidodinamica necessaria per far decelerare il veicolo prima dell'apertura di un vasto paracadute supersonico. L'obiettivo del progetto è quello di sviluppare un sistema di rientro in grado di fare atterrare carichi che vanno da 2 a 3 tonnellate su Marte, in contrasto con il limite di 1 tonnellata dei sistemi attualmente in uso.
Il veicolo è stato testato nel 2014 e 2015 ed un terzo test è previsto per il 2016.